# Голкова декомпресія грудної клітки
Голкова декомпресія грудної клітки (син.декомпресійна голкова торакостомія, голковий декомпресійний торакоцентез) — медична невідкладна процедура зменшення тиску накопленого повітря в порожнині грудної клітки шляхом проколу плеврального простору голкою з вирівнюванням тиску між плевральною порожниною та атмосферним тиском. Процедура проводиться у випадку, коли неможливо швидко провести повноцінний торакоцентез або дренування плевральної порожнини. В англомовній літературі позначається як абревіатура NDT (похідне від англ. Needle Decompression Thoracostomy). Процедура зазвичай виконується медиками екстреної медичної допомоги на догоспітальному етапі надання допомоги та бойовими медиками (або навченими військовослужбовцями) згідно протоколів тактичної медицини.

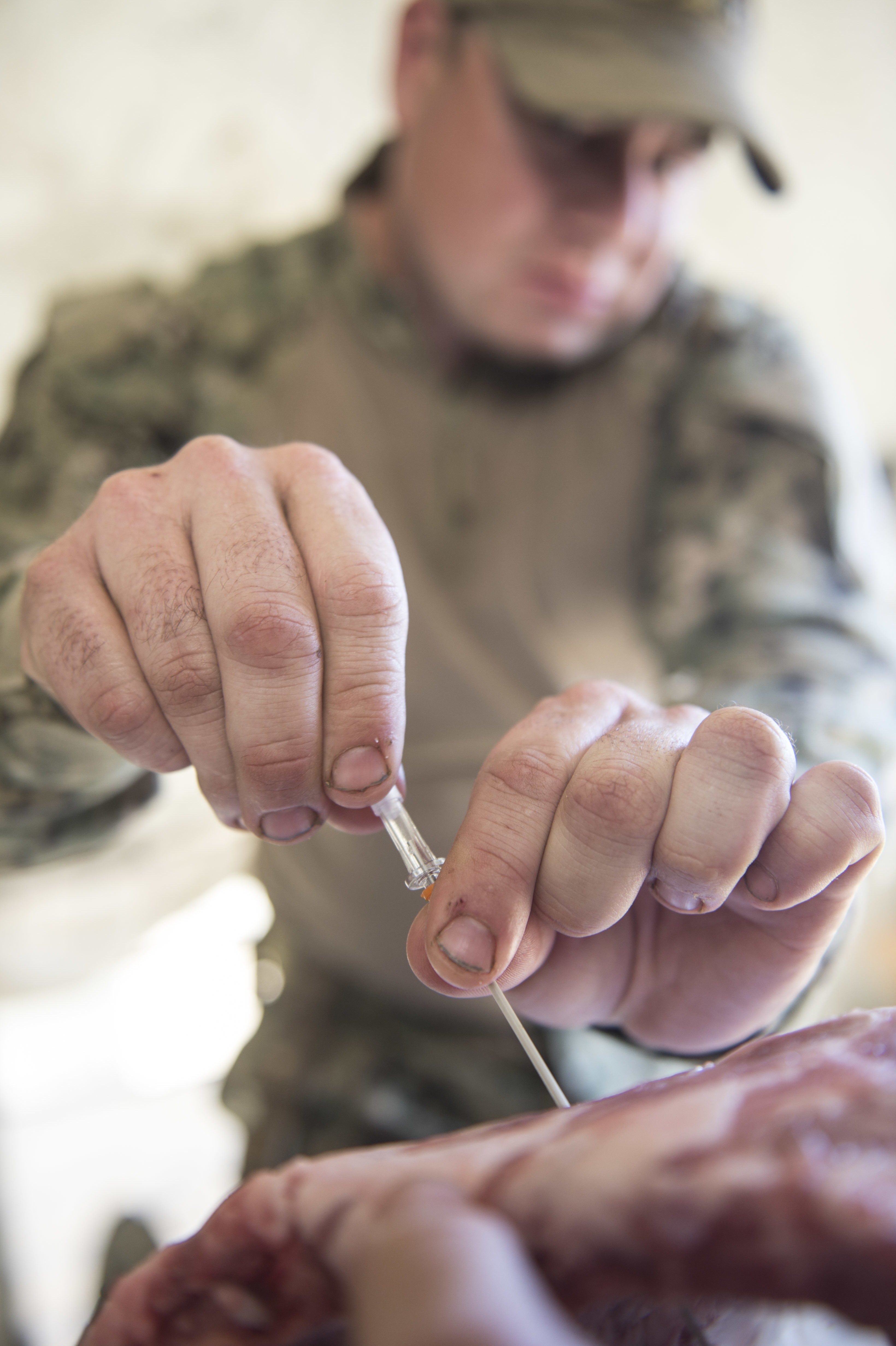
Голкова декомпресія грудної клітини яка проводится військовим

## Покази
Показом для проведення процедури голкової декомпресії грудної клітки є напружений пневмоторакс.
Патофізіологія напруженого пневмоторакса
Ця форма пневмотораксу виникає, коли в результаті травми повітря може потрапляти в плевральну порожнину, але не може з неї вийти. Такі випадки зазвичай виникають в результаті травми легеневої тканини. Наслідком цього є поступове підвищення тиску в плевральній порожнині, западання легені, зміщення середостіння на здоровий бік, утруднення наповнення правої половини серця.
Симптоми напруженого пневмоторакса
- біль в грудній клітці[4]

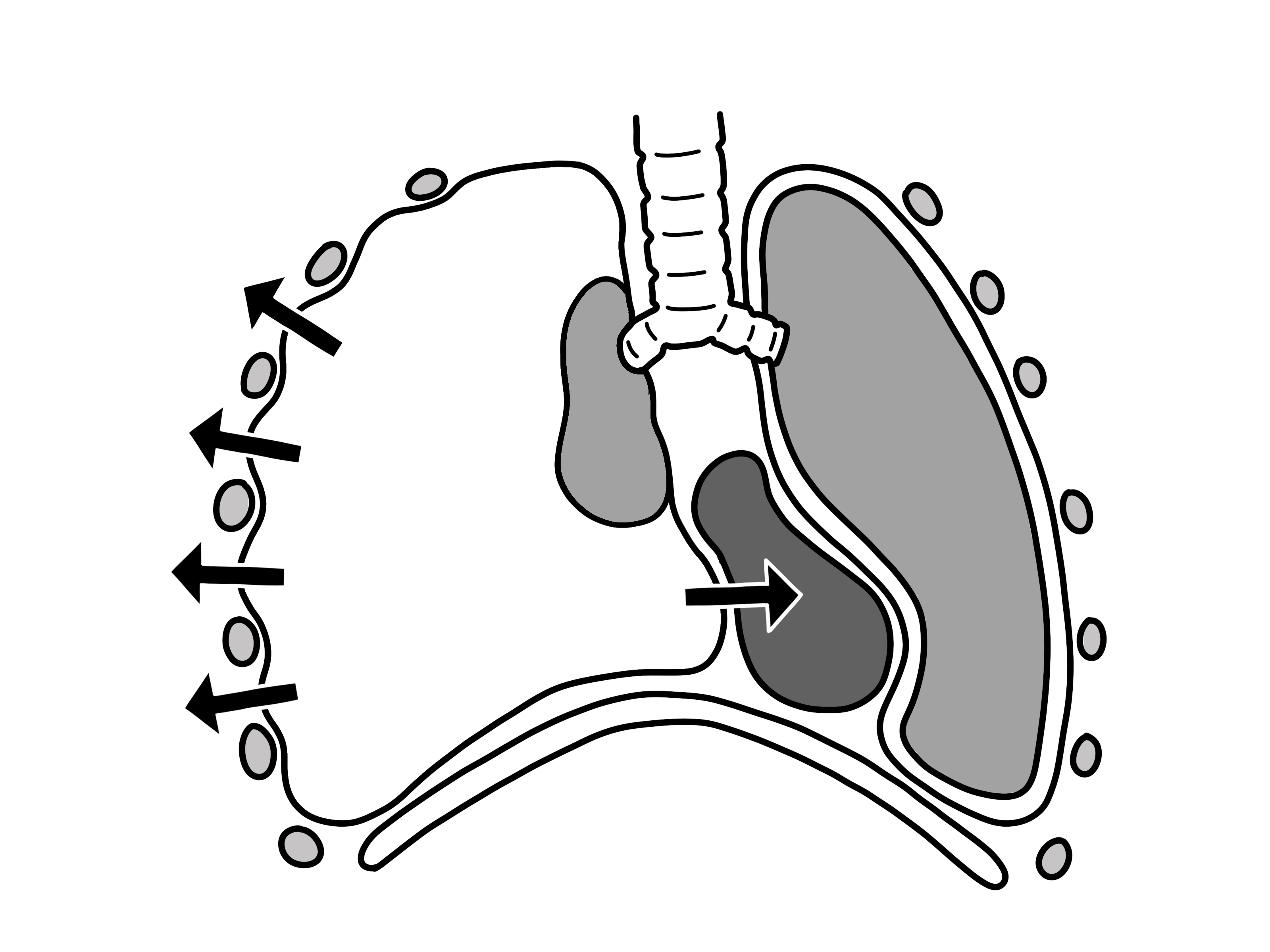
Механізм розвитку напруженого пневматораксу

- відчуття задишки та ознаки дихальної недостатністі[5] — тахіпное[4]
- порушення свідомості[5]
- зміщення трахеї на здоровий бік (виникає рідко)[1][4]
- наповнені яремні вени[4][5]
- асиметрична рухливість грудної клітки[5]
- підшкірна емфізема[5]
- відсутність або ослаблення дихальних шумів на стороні травми[5]
- перкуторно тимпаніт на стороні пошкодження[5]
- симптоми шоку, викликаного правошлуночковою недостатністю[4][5]
- ціаноз (на пізніх етапах)[4]
- знижена сатурація кисню, яка визначається пульсоксиметром[4]

## Протипокази
Протипоказань немає, оскільки ця процедура проводиться при стані, що безпосередньо загрожує життю пацієнта, тому іншими обставинами можна знехтувати.

## Техніка проведення

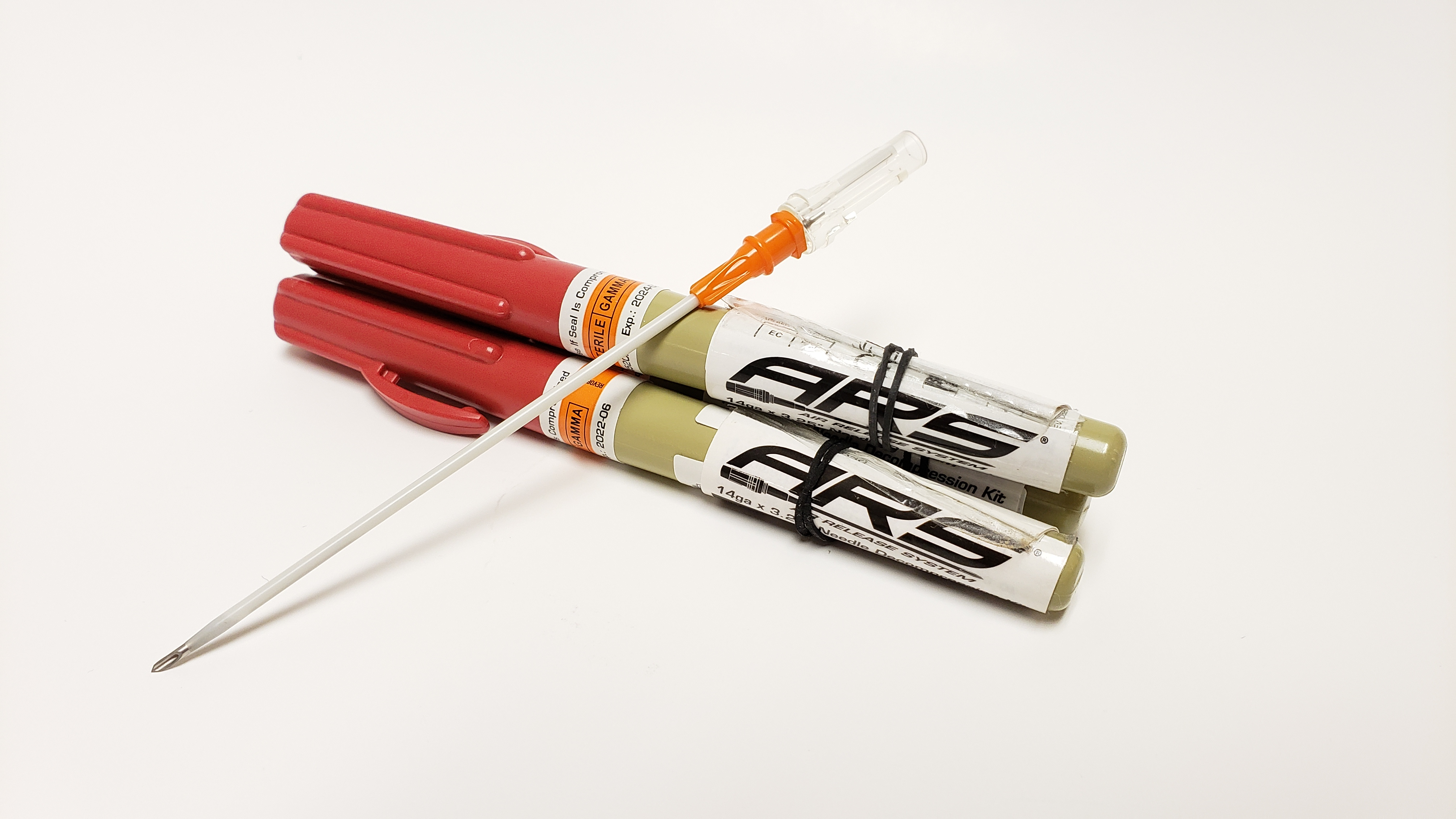
Спеціальна голка для декомпресії грудної клітки

Напружений пневмоторакс вимагає негайної декомпресії плевральної порожнини, наприклад за допомогою введення венозного катетеру великого калібру з голкою.У разі переднього доступу рекомендують використовувати катетери з голкою великого розміру (діаметр — 8Fr або G14) та довжиною 6–9 см (2,5 дюйма). В ідеалі це має бути катетер із голкою, спеціально розробленою для декомпресії, щоб знизити ризик згинання або зміщення.
Кращим місцем введення голки є 2-ге міжребер'я по середньоключичній лінії на боці ураженої половини грудної клітки. Однак, введення голки практично в будь-якому місці на стороні ураженої половини грудної клітки сприяє декомпресії напруженого пневмотораксу.
Техніка виконання декомпресії грудної клітки з переднього доступу
1. Оцінити стан пацієнта і переконатися, що має місце напружений пневмоторакс[2]
2. За можливістю забезпечити пацієнтові високий потік кисню та допоміжну вентиляцію (потребує додатково обладнання)[2]
3. Оголити грудну клітку на боці пошкодження (з напруженим пневмотораксом) і визначити на передній грудній стінці друге або третє міжребер'я по середньоключичній лінії. Місце введення голки має бути трохи латеральніше від середньоключичної лінії (по лінії сосків) для запобігання розвитку ускладнень — пошкодження серця і великих судин середостіння.[2]
4. Обробка ділянки проколу антисептиком та місцеву анестезію, враховуючи невідкладність стану, можна не виконувати[1]
5. Зняти пластиковий ковпачок із катетера та ввести голку у другому міжребер'ї під кутом 90° до верхнього краю третього ребра, щоб не зачепити судинно-нервовий пучок. Напрямок зрізу голки не має значення для успішності маніпуляції. У момент потрапляння голки в плевральний простір можемо відчути «провал» і відразу витік повітря (свист). Забрати голку і залишити тільки катетер. Для запобігання зміщенню катетера зафіксувати втулку катетера до грудної стінки за допомогою лейкопластиру.[2]
6. Уважно стежити за появою ознак повторного пневмотораксу. За появи цих ознак — повторити процедуру декомпресії іншою декомпресійною голкою, латеральніше первинного доступу.[2]

Техніка виконання декомпресії грудної клітки з бічного доступу
1. 1-2 пункти аналогічні як і при проведенні декомпресії грудної клітки з переднього доступу[2]
2. Оголити грудну клітку на боці пошкодження (з напруженим пневмотораксом) і визначити місце перетину лінії, що проходить через сосок (4 ребро), і передньої пахвової лінії на боці пневмотораксу.[2]
3. Обробка ділянки проколу антисептиком та місцеву анестезію, враховуючи невідкладність стану, можна не виконувати[1]
4. Зняти пластиковий ковпачок з катетера і ввести голку в міжреберний проміжок під кутом 90° до верхнього краю п'ятого ребра, щоб не зачепити нервово-м'язовий пучок.[2] Останні докази свідчать про перевагу постановки венозних катетерів великого діаметра у 5-й міжреберний простір, дещо попереду від середньої пахвової лінії. Проте навіть з достатньо великими катетером цей маневр не завжди буває успішним.[4]
5. Залишити пластиковий катетер і зафіксувати його положення[2] Голкова декомпресія може бути не успішною через різну товщину грудної стінки, перегин катетера та через інші технічні чи анатомічні особливості. У цьому випадку, пальцева торакотомія є альтернативним підходом[4].

Товщина грудної клітки впливає на успіх голкової декомпресії. Докази стверджують що 5-ти сантиметровий венозний катетер може досягнути плевральної порожнини у >50 % випадків, тоді як 8-ми сантиметровий досягає плевральної порожнини у 90 % випадків. Дослідження також показали що постановка венозного катетера у передній частині грудної клітки парамедиками виявився занадто медіальним у 44 % пацієнтів. Успішна голкова декомпресія перетворює напружений пневмоторакс у простий. Однак, існує можливість утворення пневмотораксу як наслідок цієї процедури, тому пацієнт потребує постійного нагляду та переоцінки його стану.
Дренування плевральної порожнини є обов'язковою процедури після голкової чи пальцевої декомпресії грудної клітки.
Демонстрація техніки голкової декомпресії грудної клітки.

## Ускладнення

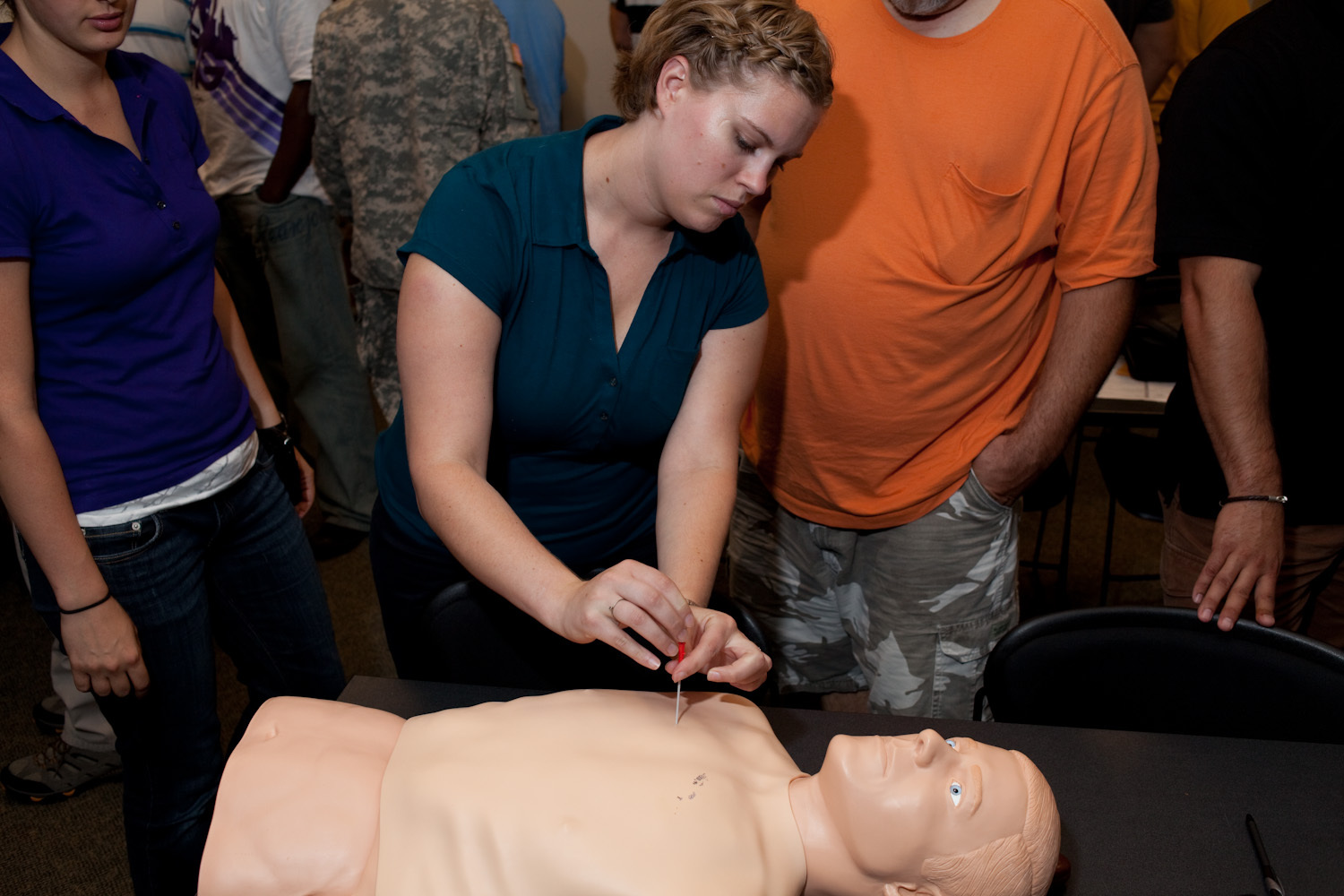
Тренування по декомпресії грудної клітки на манекені

Основні ускладнення при проведені голкової декомпресійної грудної клітки, пов'язані з порушенням техніки проведення процедури:
- Розрив легені або діафрагми
- Міжреберна невралгія внаслідок пошкодження судинно-нервового пучка вздовж нижнього краю ребра
- Кровотеча
- Інфекція
- Пневмоторакс (якщо процедура була зроблена через помилкову підозру на пневмоторакс)
- Рідко перфорація інших анатомічних структур у грудному відділі або в животі